# Поклевский-Козелл, Викентий Альфонсович
Вике́нтий Альфо́нсович Покле́вский-Ко́зелл (пол. Wikientij Koziełł-Poklewski; 14 января 1853, Быковщина, Витебская губерния — 19 августа 1929, Варшава) — российский предприниматель, омский II гильдии купец, меценат и общественный деятель, происходил из дворянского литовского рода Козелло-Поклевских. Действительный статский советник, член Государственного совета Российской империи (1907—1912).

## Биография
Викентий-Станислав Альфонсович Поклевский-Козелл родился 14 января 1853 года в имении Быковщина Ветринской волости Лепельского уезда Витебской губернии, ныне деревня входит в Ветринский сельсовет Полоцкого района Витебской области Республики Беларусь. Отец — уральский предприниматель Альфонс Фомич Поклевский-Козелл (1809/10—1890). Козелло-Поклевские — польский дворянский род герба Козел II. Католического вероисповедания.
Учился во 2-й Казанской мужской гимназии (окончил с серебряной медалью в 1871 году), затем на юридическом факультете Санкт-Петербургского Императорского университета, который в 1874 году оставил. С 1878 года состоял на государственной службе в Ведомстве учреждений императрицы Марии.
Омский II гильдии купец. С 1890 года являлся бессменным распорядителем торгового дома «Наследники А. Ф. Поклевского-Козелл», который был зарегистрирован в 1890 году одновременно в Тюмени и Екатеринбурге с основным капиталом в 420 тыс. руб.; торговал спиртными напитками собственного производства и привозными виноградными винами. В числе предприятий, принадлежавших В. А. Поклевскому-Козелл на 1903 год, были чугуно-плавильные и железоделательные заводы Холуницкого горнозаводского округа в Слободском и Глазовском уездах Вятской губернии, несколько каменных винокуренных заводов (четыре в Пермской губернии, по одному в Оренбургской и Тобольской губерниях), Ертарская и Сарсинская стекольноделательные фабрики. Среди его земельных владений были имения Быковщизна в Витебской губернии, Красный берег в Бобруйском уезде Минской губернии, Демарино в Троицком уезде Оренбургской губернии, Тюшевское в Пермской губернии, в Уфимской губернии при селении Софийские хутора — земли с лесом 6250 десятин, в Туринском уезде Тобольской губернии — лесная дача в 100 000 десятин. Кроме того, В. С. Поклевскому-Козелл принадлежали 15 каменных и 18 деревянных домов (в Санкт-Петербурге, Перми, Екатеринбурге, Камышлове, Шадринске, Верхотурье, Красноуфимске, Куртамыше, Бирске, Тобольске, Тюмени, Кургане, Семипалатинске, Омске, Павлодаре, на Нижне-Тагильском, Кушвинском, Миасском, Невьянском, Талицком заводах).
Позже им были приобретены золотые прииски в нескольких губерниях, асбестовые, медные и серебряные рудники и прочие торговые и промышленные предприятия. В 1880—1895 годах являлся старшиной биржевого комитета Нижегородской ярмарки. Был председателем екатеринбургского отделения Сибирского торгового банка, членом совета Волжско-Камского банка. Был членом Английской торгово-промышленной палаты и Совета уральских горнопромышленников.
Викентий Альфонсович занимался активной благотворительной и общественной деятельностью. До 1892 года являлся почётным членом Покровской общины сестёр милосердия в Санкт-Петербурге. В 1878—1881 годы был смотрителем шадринского, в 1885—1886 годы — почётным попечителем красноуфимского реальных училищ, в 1892—1898 годах — первым почётным попечителем Вятской мужской классической гимназии, в 1903—1918 годах — почётным попечителем Екатеринбургской мужской классической гимназии. Являлся почётным членом советов детских приютов Санкт-Петербурга, с 1883 года — почётным попечителем Пермского губернского попечительства детских приютов.
Был почётным мировым судьёй Шадринского и Камышловского уездов, членом Камышловского уездного попечительства о тюрьмах. В Ялуторовском округе были построены прогимназия, клуб, открыты библиотека, бесплатная столовая для ссыльных. Оказал значительную поддержку в проведении в 1887 году Сибирско-Уральской научно-промышленной выставки. Член Уральского общества любителей естествознания. 
Викентий Альфонсович и его жена пани Мария жили в главной резиденции, в Талице, во дворце из 60 комнат. Построили в Талице на свои средства 2 православные церкви: Ильинскую (ныне не существует) и Петра и Павла (ныне действующая). Выступил инициатором и участником строительства костёла Святого Иосифа в Тюмени, был синдиком екатеринбургского костёла Святой Анны. Устроитель усадьбы «Красный Берег».
Действительный статский советник. В 1907—1912 годах являлся членом Государственного совета Российской империи от торговли и промышленности Пермской губернии.
В годы Первой мировой войны за свой счёт содержал армейский полк (питание, обмундирование, снаряжение, вооружение) и выдавал полностью зарплату семьям ушедших на войну рабочих. 
Викентий Альфонсович Поклевский-Козелл после установления Советской власти в Талице тайно уехал с семьей в Шадринск, а когда белочехи заняли Талицу, вернулся обратно. С 1919 года находился в эмиграции в Польской Республике (куда выехал через Владивосток). После установления Советской власти все его владения и предприятия были национализированы, дома реквизированы. В Польше им с женой пришлось терпеть лишения, и 19 августа 1929 года Викентий Альфонсович умер в глубокой бедности, живя в одной комнате в Варшаве: правительство Польши по-революционному отняло у семьи все их накопления и привезённое имущество. Похоронен на кладбище Старые Повонзки, расположенном в дзельнице Воля города Варшавы.

## Награды и звания, чины
- Действительный статский советник, 1904 год
- Императорский и Царский Орден Святого Станислава I степени
- Императорский и Царский Орден Святого Станислава III степени[8]
- Почётный гражданин города Камышлов[9].

## Семья
- Отец Альфонс Фомич Поклевский-Козелл (1809/10—28 августа (9 сентября)  1890 года), тюменский I гильдии купец, статский советник (1878 год)
- Мать Анжелина Иосифовна (урожд. Рымша, 1830 — март 1901).
- Братья и сестра[10]:
  - Брат Альфонс (1851—1916),
  - Сестра Анна-Антонина (1860—5 (18) декабря 1908 года), муж Антон Егорович Ризенкампф (25 апреля (7 мая)  1849 года—13 (26) сентября 1919 года)
  - Брат Иосиф-Казимир (1862—1925),
  - Брат Иван (1864/65—1925),
  - Брат Станислав (1868—1939)
- Жена — Мария Михайловна Козелл-Поклевская, урожд. Гатовская (Гаттовская, ?—1949), дочь военного инженера, генерал-лейтенанта Михаила Семёновича Гаттовского. В годы Второй мировой войны жила в Варшаве и поддерживала бойцов сопротивления, в основном финансово. У них трое детей
  - Сын Альфонс[пол.] (4 июля 1891 года — 9 ноября 1962), уехал в Англию и женился на Зое Стекль (внучка Э.А. Стекля). У них трое детей: Роман (1920—1926), Александр (1925—1966) и Винсент (1929—2018).
  - Сын Станислав (1902 — 11 ноября 1978), жил в Варшаве.
  - Дочь Мария (1889—1956), выходила замуж за польского писателя Кржижановского (её фамилия стала Chrzanowska), была переводчицей с английского. Второй раз она вышла замуж за австрийца (её фамилия стала Marynowska), её заподозрили в шпионаже и она умерла в ссылке. Было у неё две дочери[11][неавторитетный источник].